# Nihâl Atsız
Hüseyin Nihâl Atsız (Istanboel, 12 januari, 1905 – aldaar, 11 december, 1975) was een Turkse auteur, dichter en filosoof. Nihâl Atsız was een groot voorstander van de Panturkistische ideologie.

## Biografie
Hüseyin Nihâl Atsız schreef zich na de middelbare school in voor de militaire geneeskundeschool.
Hij werd beïnvloed door het Turkisme. In de nacht van de begrafenis van Ziya Gökalp vocht hij met studenten die tegenstanders van het Turkisme waren.

## Verdere leven
Nihâl Atsız was een belangrijk ideoloog in de jonge jaren van de Turkse republiek. Hij veroordeelde het Turkse buitenlandbeleid en de appeasementpolitiek ten opzichte van de Sovjet-Unie. 
Hij staat vooral bekend om zijn nationalistisch gedachtegoed, zijn actieve campagne tegen Turkse communisten en zijn omarming van oude tengriïstische oud-Turkse elementen. Atsız was een van de inspirators van het gedachtegoed van de Idealisten, een nationalistische beweging die later geassocieerd zou worden met Alparslan Türkeş. Deze beweging brak echter met de ideologie van Atsız, aangezien de Grijze Wolven zich verzoenden met de islam, terwijl Atsız deze religie afdeed als Arabische religie.
Atsız veroordeelde het kemalisme in zijn novel Dalkavuklar Gecesi (De Nacht van de Hielenlikkers). Het kemalistisch nationalisme definieerde de Turkse identiteit als van iemand die Turks staatsburger was. Hiermee werden alle staatsburgers aangeduid als Turks, ook burgers van andere etnische komaf. Atsız was er geen voorstander van. 
Atsız was een ideoloog en een activist voor het Panturkisme, maar heeft nooit deelgenomen aan een beweging of een politieke partij. Atsız en zijn medestanders begonnen verscheidene Turkistische tijdschriften als Ötüken, Yeni Hayat en Orkun. Hij schreef sterke artikelen, waarin hij de regering van İsmet İnönü bekritiseerde vanwege zijn vermeende tolerantie tegenover communisme in het land.

## Erfgoed
19 jonge academici en auteurs, verzameld onder een nationalistische organisatie, Siyah Beyaz Kültür ve Sanat Platformu (Zwart Wit Cultuur en Kunst Platform), publiceerden een boek over Atsız, genaamd Vaktiyle Bir Atsız Varmış (Er was eens een Atsız). Het boek bestaat uit artikelen en comparatieve studies op zijn werken, leven en standpunten.

## Politieke groepen
Jongeren, geïnspireerd door zijn ideologie, richtten in 2005 de beweging Genç Atsızlar (Jonge Atsız's) op. Deze beweging is actief in verschillende steden in Turkije.
- Bibsys: 99054179
- Bibliothèque nationale de France: cb121298561 (data)
- CiNii: DA08732454
- Gemeinsame Normdatei: 118979167
- International Standard Name Identifier: 0000 0000 8120 3109
- Library of Congress Control Number: n84051732
- Nationale Bibliotheek van Israël: 987007258081005171
- Nederlandse Thesaurus van Auteursnamen: 074126032
- Système universitaire de documentation: 094581479
- TDVİA: atsiz-huseyin-nihal
- Virtual International Authority File: 41874332
- WorldCat: E39PBJcKMR4Tc9qbbgk68CpByd